# Belles d'un soir
Pour plus de détails, voir Fiche technique et Distribution.
Belles d'un soir (titre original : Das Liebeskarussell, Parade d'amour) est un film à sketches autrichien réalisé par Rolf Thiele (Sybill et Angela), Axel von Ambesser (Lolita) et Alfred Weidenmann (Dorothea), sorti en 1965, librement inspirés de La Ronde d'Arthur Schnitzler.

## Synopsis
Angela
Angela Claasen est atteinte de somnambulisme ; ses excursions nocturnes la conduisent dans un lit inconnu. Peu à peu, son mari découvre que le "somnambulisme" n'a rien à voir.
Sybill
Le chef d'orchestre Stefan Cramer se sert d'un entracte pour une aventure avec sa femme. Son amant la surprend et, dans la colère, perd toute notion de la réalité.
Lolita
Peter est timide et inexpérimenté en amour. Lorsque sa baignoire se met à déborder, il vient demander de l'aide à sa voisine, la sensuelle Lolita.
Dorothea
Avec l'aide de la séduisante Dorothea Parker, d'anciens élèves du professeur Hellberg décident de lui faire une farce : après qu'ils l'ont fait boire, ils lui font croire qu'il a séduit la journaliste. Tandis qu'ils s'amusent avec des prostituées, il dort dans son ivresse. Lorsqu'il vient s'excuser auprès de Dorothea, il se rend compte de la farce ; ils se rapprochent l'un de l'autre.

## Fiche technique
- Titre : Belles d'un soir
- Titre original : Das Liebeskarussell
- Réalisation : Rolf Thiele (Sybill et Angela), Axel von Ambesser (Lolita), Alfred Weidenmann (Dorothea), assistés de Eva Ebner (de) (Angela, Lolita) et Wieland Liebske (Dorothea)
- Scénario : Walter Schneider (ensemble), Paul Hengge (de) (Angela), Kurt Nachmann (Lolita), Herbert Reinecker (Dorothea)
- Musique : Erwin Halletz
- Direction artistique : Herta Hareiter
- Costumes : Charlotte Flemming
- Photographie : Wolf Wirth (de)
- Son : Rolf Schmidt-Gentner, Kurt Schwarz
- Montage : Annemarie Reisetbauer
- Production : Karl Spiehs
- Sociétés de production : Intercontinental Film
- Société de distribution : Intercontinental Film
- Pays d'origine :  Autriche
- Langue : allemand
- Format : Couleurs - 1,66:1 - Mono - 35 mm
- Genre : Comédie
- Durée : 93 minutes
- Dates de sortie :
  - Allemagne : 30 septembre 1965
  - France : 27 août 1969[1]

## Distribution
- Curd Jürgens: Stefan von Cramer
- Nadja Tiller: Sybill von Cramer
- Ivan Desny: Baron Rudolf
- Letícia Román: Paulette
- Gert Fröbe: Emil Claasen
- Catherine Deneuve: Angela Claasen
- Walter Buschhoff: Le docteur
- Friedrich von Thun: Heitzmann
- Ingeborg Wall: La gouvernante
- Heinz Rühmann: Le professeur Hellberg
- Johanna von Koczian: Dorothea Parker
- Richard Münch: Walter Morten
- Anita Ekberg: Lolita Young
- Peter Alexander: Peter Sommer
- Axel von Ambesser: Ronald

## Source de traduction
- (de) Cet article est partiellement ou en totalité issu de l’article de Wikipédia en allemand intitulé « Das Liebeskarussell » (voir la liste des auteurs).